# Domus Tiberiana

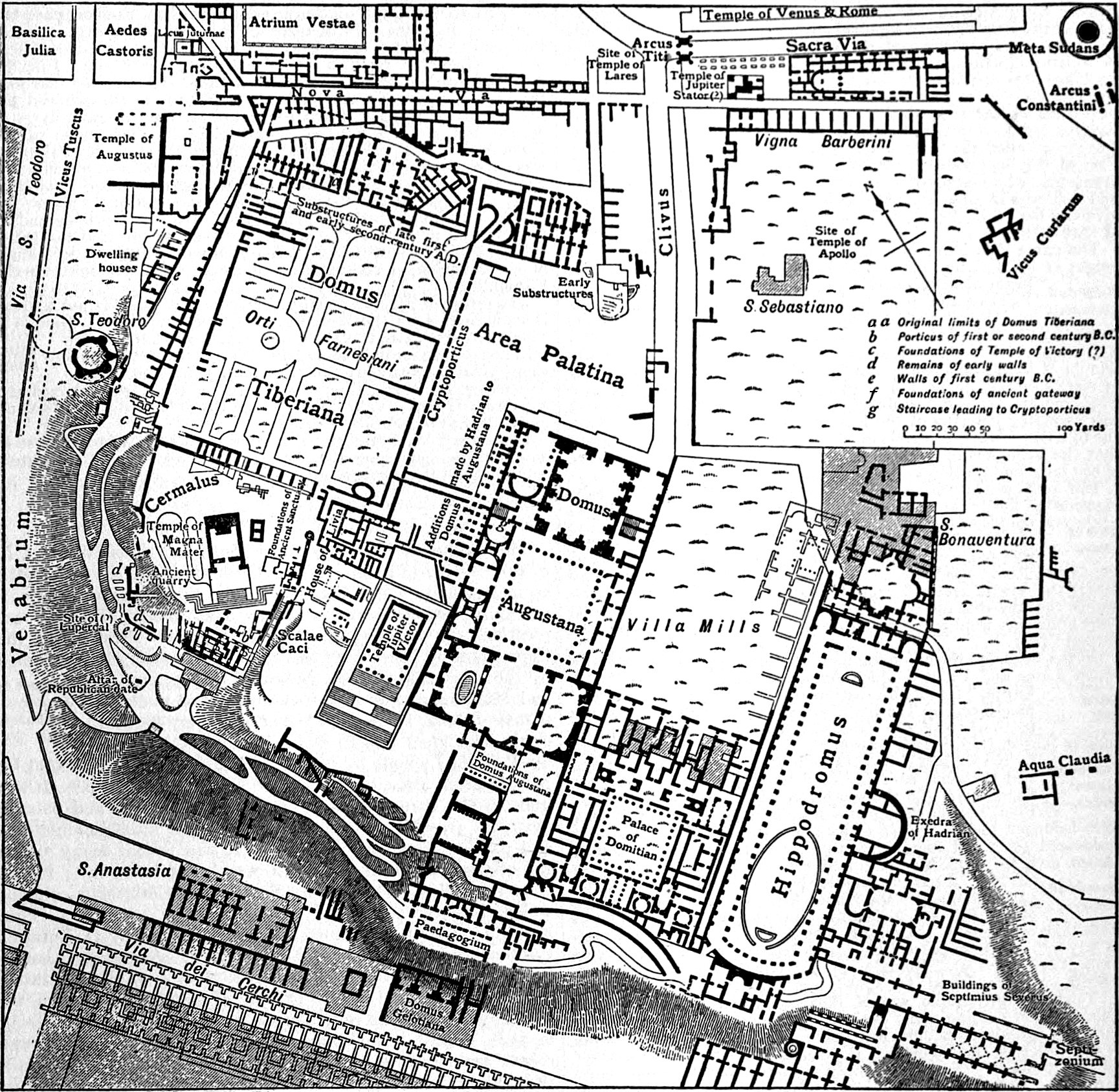
Mapa de la colina Palatina y la Domus Tiberiana.

La Domus Tiberiana (del latín, Casa de Tiberio) fue un palacio de la antigua Roma, situado en la esquina noroeste de la colina del Palatino. Probablemente toma su nombre de una casa construida por el emperador Tiberio, de quien se sabe que vivió en el Palatino, aunque ninguna fuente menciona que hubiera construido una residencia en la colina. El palacio fue ampliado por los sucesores de Tiberio, y habría sido la principal residencia romana del propio Tiberio, y de los emperadores Calígula, Claudio y Nerón durante la primera parte de su reinado. Se sabe relativamente poco de la estructura desde el punto de vista arqueológico, ya que los Jardines Farnesio ocupan el lugar del nivel principal del edificio desde el siglo XVI, lo que dificulta la excavación del mismo.

## Descripción

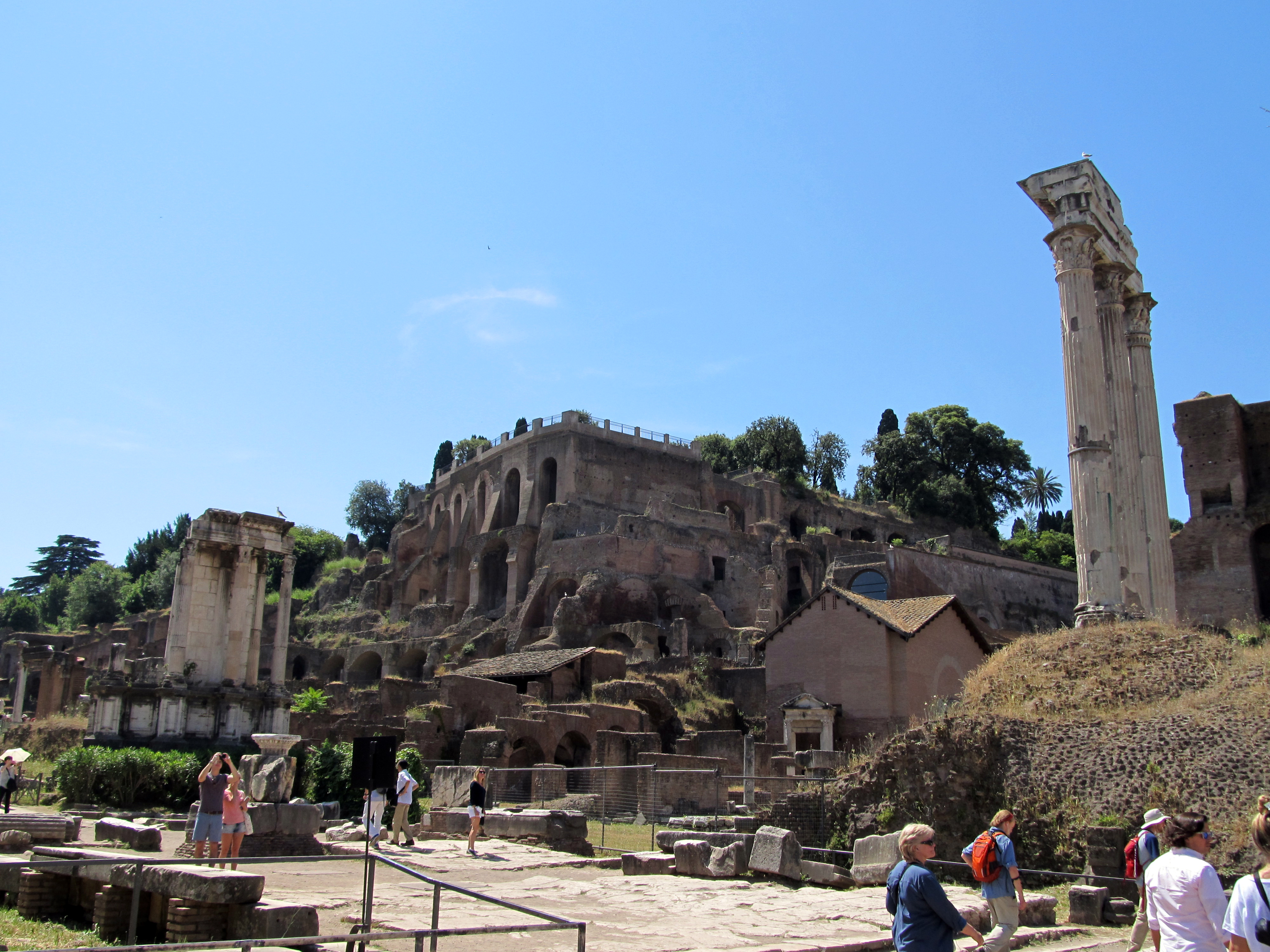
Las ruinas de la Domus Tiberiana elevándose sobre el Foro y la Casa de las Vestales

Los restos de la Domus Tiberiana se encuentran en la esquina noroeste del Palatino, frente al Velabro y el Foro Romano, con la colina del Capitolio en el lado opuesto. El lugar comprende un área de aproximadamente 150 metros por 120 metros, y está ocupado por la plataforma de los Jardines Farnesio, que fueron edificados en 1550 por orden del cardenal Alejandro Farnesio. Los únicos restos visibles de la estructura son los de las imponentes estructuras de soporte porticadas en la ladera norte de la colina, construidas bajo Domiciano, Trajano y Adriano. En el nivel del foro se encuentran las ruinas de un complejo de vestíbulos, iniciado por Domiciano y completado por Adriano, detrás del Templo de Cástor y Pólux. Desde aquí había una rampa de acceso que subía por la ladera de la colina hasta la Domus Tiberiana en la cima.
El núcleo de la Domus Tiberiana estaba orientado en torno a un gran peristilo con arcadas que lo rodeaban por cuatro lados. Al sur de este peristilo se construyó un doble bloque de habitaciones separadas por un amplio pasillo, y al norte se levantó otro bloque de habitaciones. A lo largo del lado este de la Domus Tiberiana se encuentra un criptopórtico de 130 metros de largo que data de la época de Nerón, con suelos de mosaico y frescos mal conservados. Este criptopórtico estaba conectado a la Domus Flavia cuando se construyó. En la esquina sureste del palacio, cerca de la Casa de Livia, se encuentran los restos de una cuenca elíptica probablemente utilizada como estanque de peces. En la fachada suroeste hay un pórtico que da a una serie de habitaciones, que se cree que albergaban a la Guardia Pretoriana debido a los grafitis encontrados en ellas.

## Historia del edificio

### El Imperio temprano

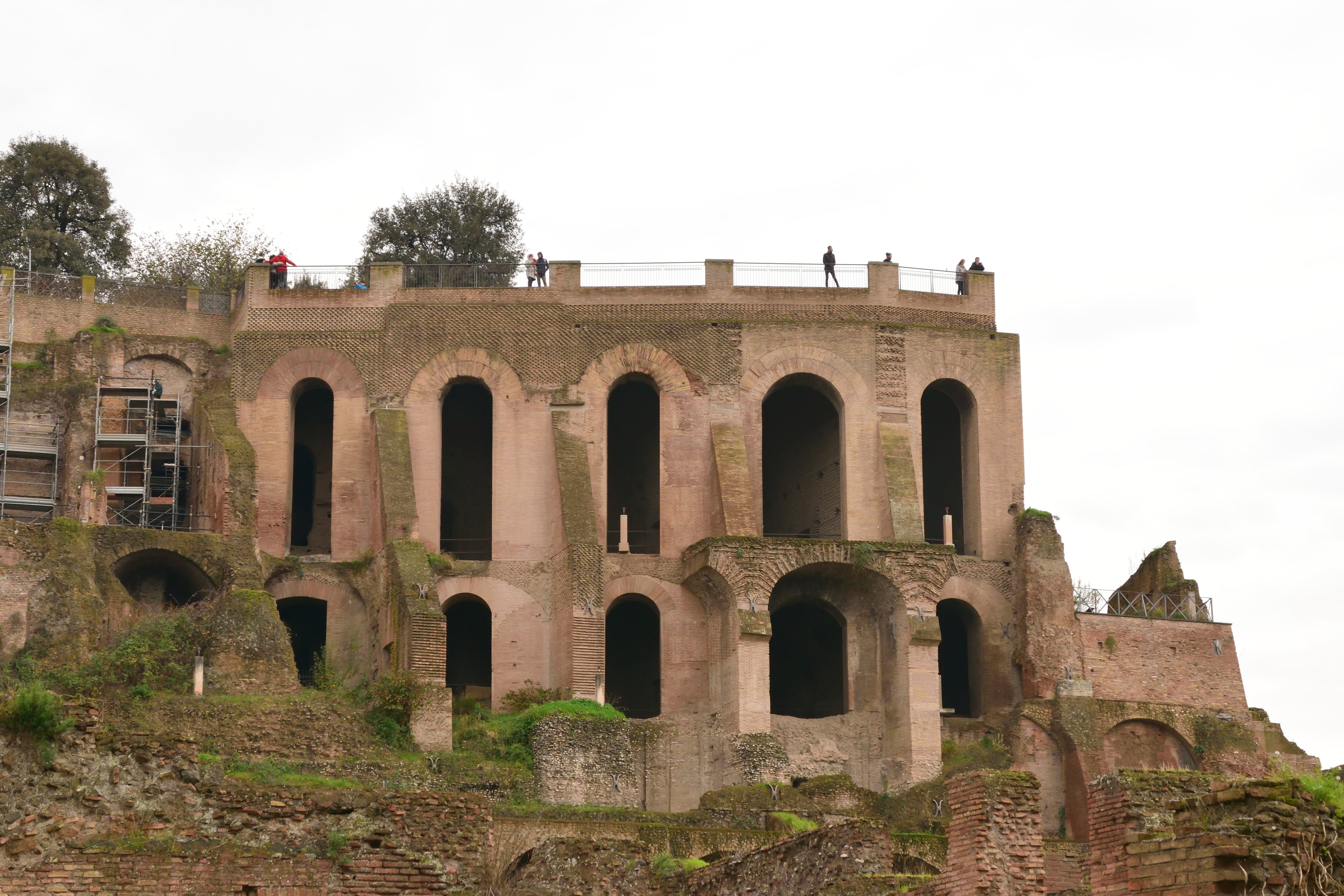
Galería porticada de la Domus Tiberiana

El consenso de los estudiosos sostiene que Tiberio construyó una espléndida casa como princeps, que constituiría la estructura base de un complejo de edificios desarrollado por sus sucesores Calígula, Claudio y Nerón. Es posible que Tiberio construyera su casa en el lugar de la casa de su padre (Tiberio Claudio Nerón), y el lugar de su nacimiento, ya que las excavaciones han revelado una casa anterior de la época republicana construida en un podio alto bajo el extremo occidental de la Domus Tiberiana.
El nombre Domus Tiberiana aparece por primera vez en las Historias de Tácito en relación con el asesinato de Galba en el año 69 d.C. Sin embargo, las referencias anteriores a las casas de Calígula, Claudio y Nerón en el Palatino por parte de autores como Suetonio y Plutarco coinciden con la ubicación de la Domus Tiberiana, por lo que es probable que se trate de un misma edificio. Suetonio menciona que Calígula amplió el palacio hacia el Foro, donde convirtió el Templo de Cástor y Pólux en un vestíbulo de entrada. Aunque sólo han quedado escasos vestigios de esta ampliación, detrás del Templo de Cástor y Pólux se pueden distinguir los restos de mampostería y una gran piscina rectangular de 9m x 26m (30 pies x 85 pies) situada dentro de un patio.
El conjunto de edificios que se edificó entre los reinados de Tiberio y Nerón quedó muy dañado en el Gran Incendio de Roma del año 64 d.C., tras lo cual Nerón remodeló el palacio y lo incorporó a su Domus Aurea, una inmensa red de edificios que se extendía desde el Esquilino Colina al oeste del Palatino, donde terminaba en la Domus Tiberiana. Una parte de la reconstrucción consistió en la construcción de un muro perimetral con contrafuertes que encerraba por primera vez las distintas casas. El edificio neroniano sufrió graves daños a causa de otro incendio en el año 80. Domiciano emprendió el mayor programa de construcción de cualquier emperador en el Palatino, restaurando y ampliando la Domus Tiberiana e incorporándola como anexo a su nueva residencia principal, el Palacio de Domiciano (conocido como la Domus Augustana en la antigüedad). Domiciano creó una larga logia con un parapeto de mármol, llevando el edificio hasta el borde del Clivus Victoriae. También reconstruyó el vestíbulo detrás del Templo de Cástor y Pólux, cambiando su orientación. Había un enorme vestíbulo justo detrás del templo y en el mismo eje que éste. Junto a él, al este, había una estructura que ha sido identificada como el cuartel de los guardias, posteriormente convertido en la iglesia de Santa María Antiqua. El tercer componente del vestíbulo era una triple rampa que subía por la ladera hasta el Clivus Victoriae y la Domus Tiberiana de arriba.
Trajano y Adriano realizaron más modificaciones y ampliaciones en la Domus Tiberiana. Bajo Adriano, las subestructuras se ampliaron aún más sobre la ladera norte de la colina, cubriendo el Clivus Victoriae de la época republicana, una vía que pasaba a mitad de camino por la ladera, y llegando a la Via Nova, una vía neroniana construida junto a la Via Sacra. Los pilares soportaban galerías porticadas, sobre las que descansaba la planta principal ampliada del palacio en la cima de la colina.

### Historia posterior
Tito y Domiciano podían haber empleado el palacio sobre todo como sede de la burocracia imperial, habiendo residido en la Domus Augustana. Sin embargo, la Domus Tiberiana fue, al parecer, favorecida por los emperadores Antoninos, a los que las fuentes mencionan como habituales residentes de la misma. Coarelli sugirió que se utilizaba para alojar al heredero por el emperador gobernante, ya que tanto Lucio Vero como Marco Aurelio vivieron allí tras ser adoptados por Antonino Pío. El emperador gobernante habría vivido en la Domus Augustana, por lo que los nombres Tiberiana y Augustana evocaban al primer emperador de Roma y a su heredero designado. En la Tiberiana se albergaba una biblioteca que contenía los archivos imperiales y que probablemente sirvió para sustituir las bibliotecas del Templo de Apolo de Augusto, que ardió en el año 80 d. C. La Tiberiana fue destruida en un gran incendio bajo Cómodo, que destruyó los archivos de la biblioteca. Fue restaurada de nuevo, y sobrevivió como residencia oficial tras la caída del Imperio Romano de Occidente, pasando por las manos de las potencias que ocuparon Roma sucesivamente desde el siglo V al VIII. El papa Juan VII, cuyo padre había sido el conservador de los palacios imperiales del Palatino, vivió en la Tiberiana en el siglo VIII.
Durante la época medieval, el palacio fue abandonado y quedó en ruinas. Sufrió graves robos de material durante la Edad Media, y estaba siendo utilizado como huerto cuando en 1550 el cardenal Alejandro Farnesio decidió convertir la propiedad en un gran jardín formal, el primer jardín botánico privado de Europa. La mayor parte de los restos de la Domus Tiberiana quedaron sepultados bajo las distintas terrazas de los jardines, por lo que se conoce muy poco de los niveles principales del edificio. En 1728, Francisco Farnesio, heredero de los jardines, encargó al abate Francesco Bianchini que llevara a cabo las primeras excavaciones arqueológicas de la zona, que pusieron al descubierto numerosos fragmentos arquitectónicos. En el siglo XIX el emperador Napoleón III adquirió las propiedades de los Farnesio en Roma, y encargó al arqueólogo Pietro Rosa que emprendiera excavaciones en la zona en la década de 1860; éstas pusieron al descubierto las subestructuras del lado norte de la colina y el peristilo central del piano nobile.

## Obras de arte
En 2008 se descubrieron varias esculturas y ornamentos arquitectónicos en el emplazamiento de la Domus Tiberiana o en sus proximidades. Entre ellas se encuentran un par de alas de mármol blanco que habrían pertenecido a una gran estatua de Nike, y una estatua de Afrodita. Un panel de pavimento de altísima calidad en opus sectile, compuesto por varios tipos de mármol con incrustaciones geométricas, fue encontrado durante las excavaciones (1865-7) por Pietro Rosa y está expuesto en el Museo Palatino, junto con las esculturas descubiertas en el lugar. Se han realizado importantes hallazgos dentro de las arcadas de Adriano que cubrían el antiguo Clivus Victoriae, entre los que destacan los altares a Minerva y Lucina. En estas arcadas también se encontraron varios fragmentos de estatuas de terracota de gran calidad; se cree que fueron modelos de trabajo para hacer copias de estatuas griegas para clientes romanos en la época de César y Augusto.

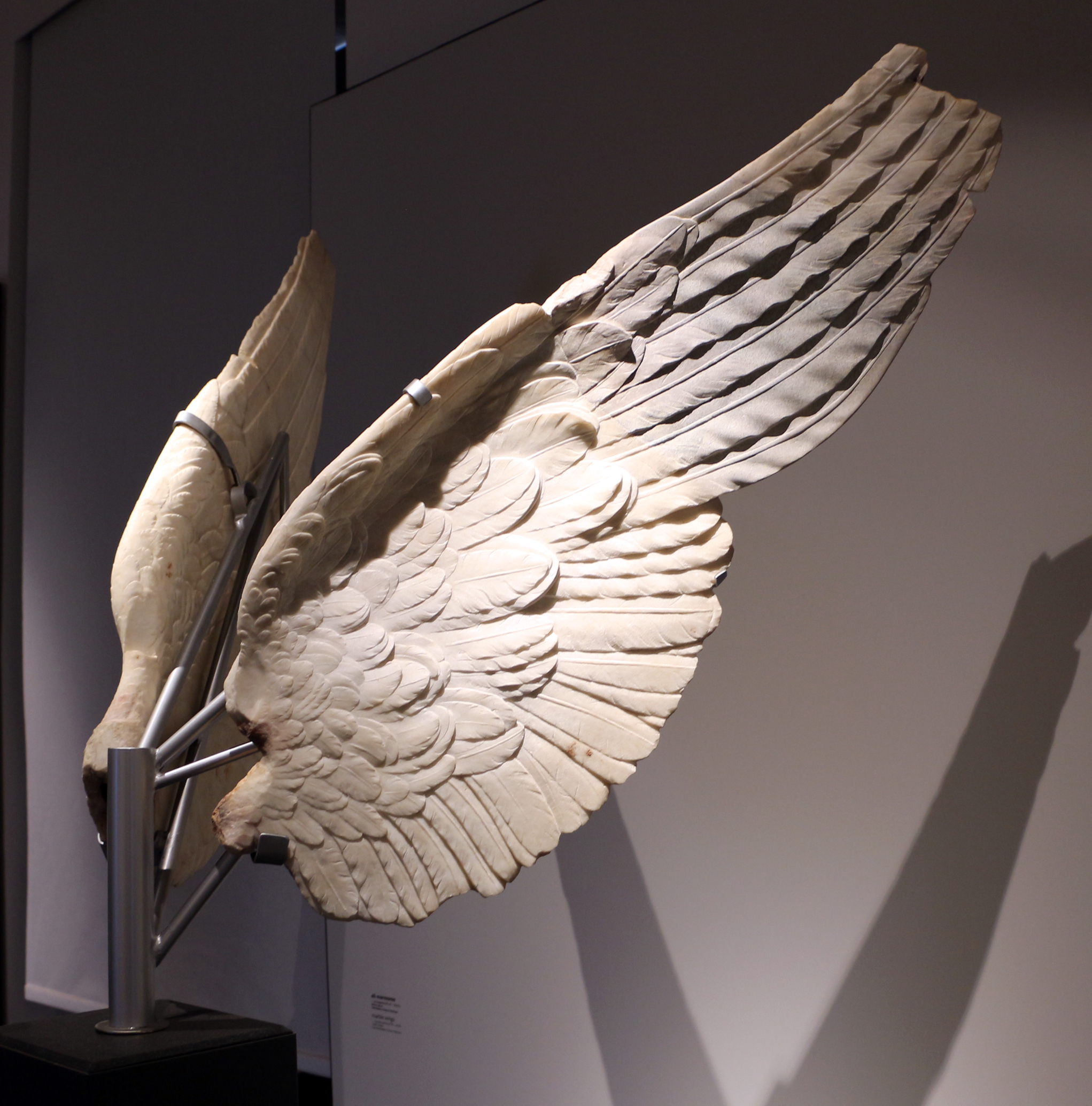
Alas de mármol procedentes de una estatua de Nike.
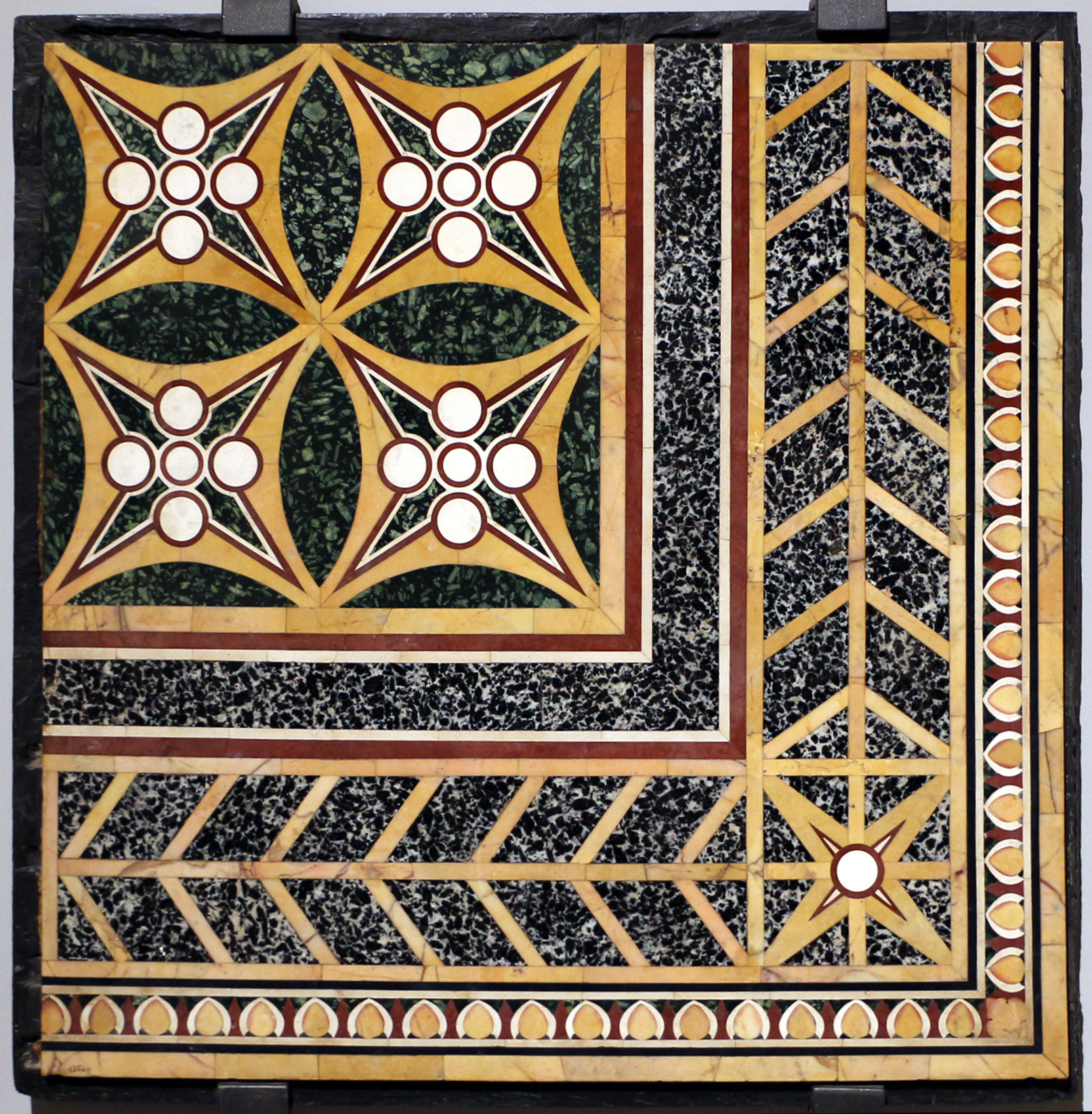
Panel del lujoso pavimento de mármol de la Domus Tiberiana.
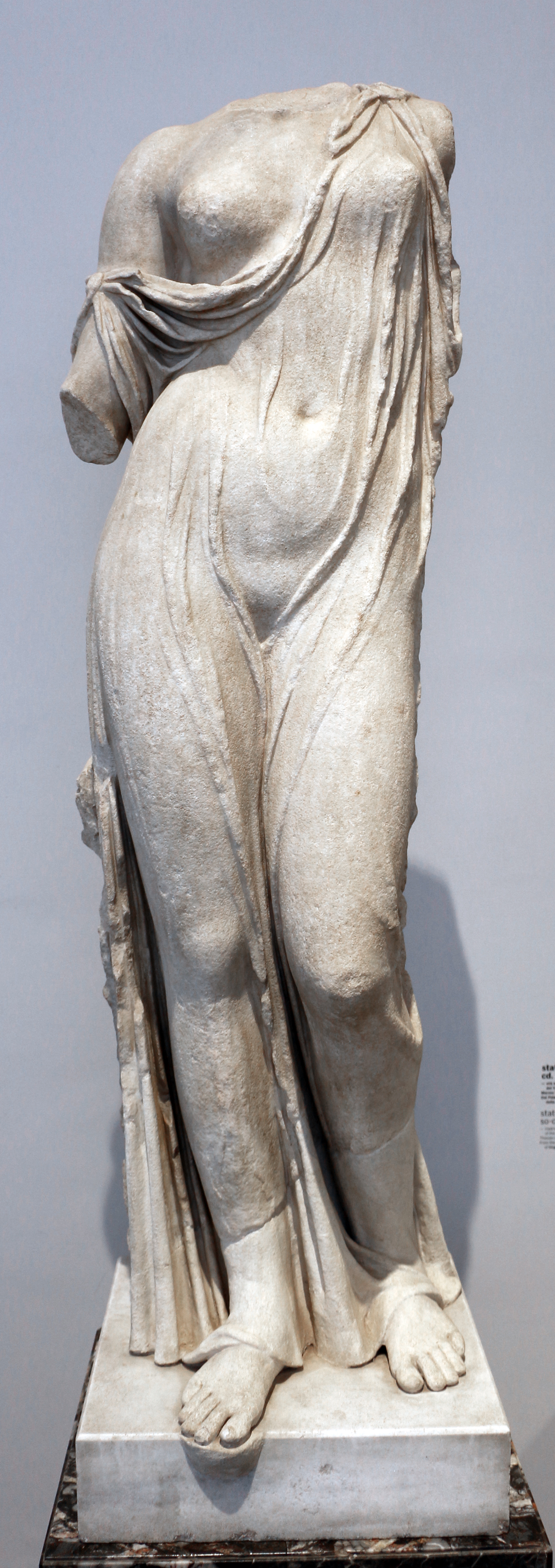
Estatua decapitada de Afrodita Charis encontrada en la Domus Tiberiana.
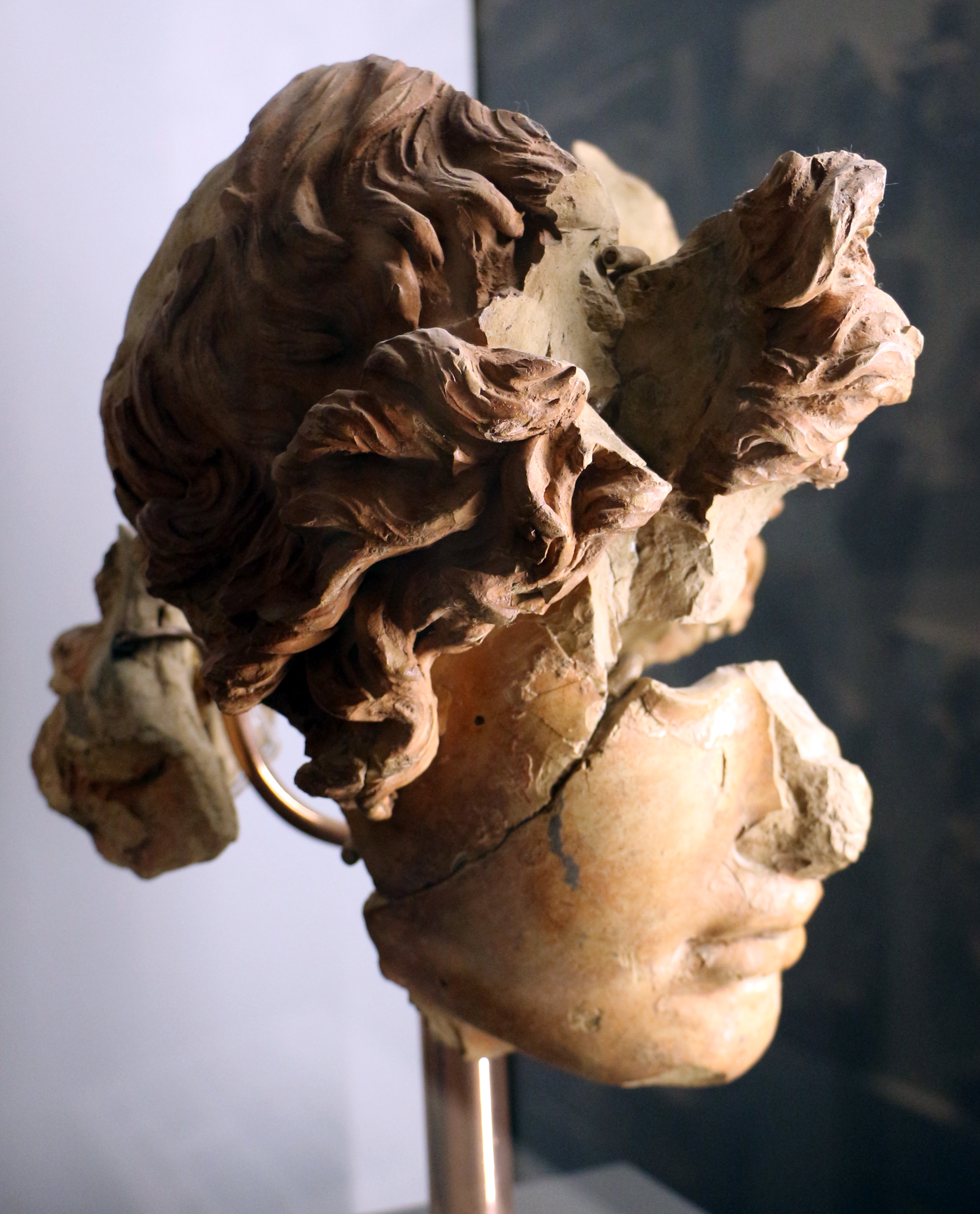
Fragmento de una cabeza de terracota de la época de César o de Augusto.
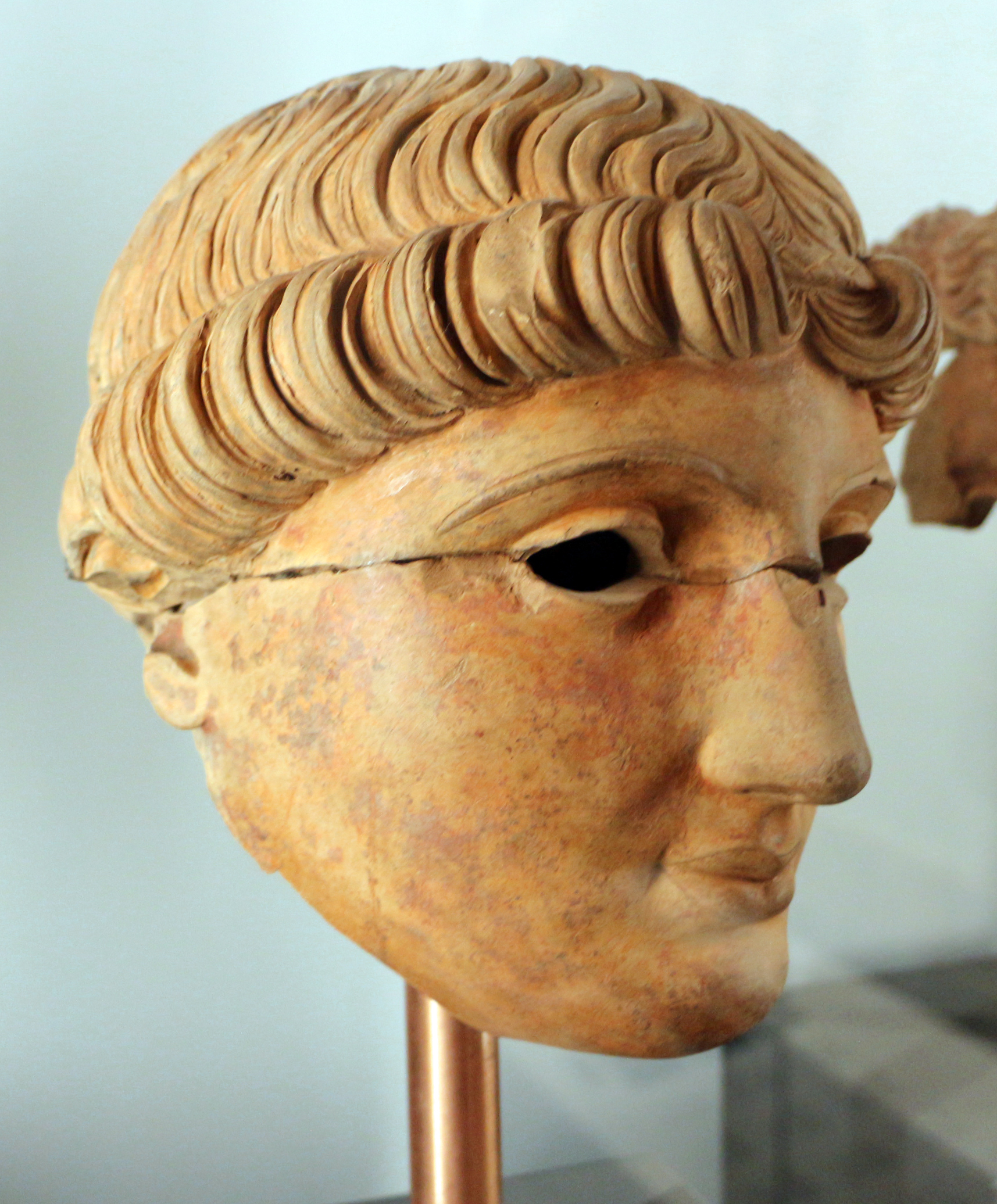
Otro fragmento de una cabeza de terracota.